# Arkitektur i Norge

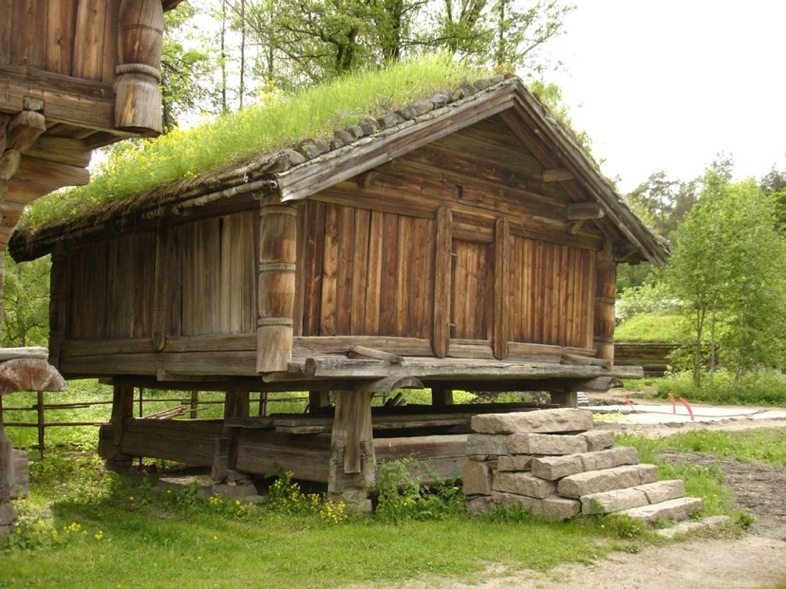
Lagringshus på Norsk folkemuseum, från ca år 1800

Utvecklingen inom Norges arkitektur har historiskt drivits på av förändrade ekonomiska förutsättningar, teknisk utveckling, demografiska svängningar och kulturella förändringar. Arkitektoniska influenser från andra delar av världen är uppenbara i stora delar av arkitekturen i Norge, men dessa har ofta anpassats för att möta norska klimatförhållanden med hårda vintrar och starka vindar.
Arkitektoniska trender i Norge har också förändrats parallellt med politiska och samhälleliga förändringarna genom århundradena. Redan under vikingatiden hade snickeriet utvecklats till ett sofistikerat hantverk, vilket syns i de elegant konstruerade långskeppen. 
Efter att kristendomen införts i landet kom den romanska arkitekturen att dominera i byggandet av katedraler och kyrkor, till stor del som ett resultat av religiöst inflytande från England, vilket resulterade i karakteristiskt rundbågade valv, tunnvalv, korsformade stödjande pelare och kryssvalv.
På grund av geografin var under medeltiden ekonomin och befolkningen spridd över landet. Som ett resultat av detta fortsatte den traditionella norska gårdskulturen att vara stark, och Norge skiljer sig från de flesta europeiska länder då feodalismen aldrig infördes. Detta, i kombination med stor tillgång av timmer, gör att det i Norge finns få exempel på barock-, renässans- och rokokoarkitektur, som de härskande klasserna på andra håll i Europa favoriserade.
Dessa faktorer resulterade istället i särpräglade traditioner inom norsk folklig arkitektur som finns bevarad i befintliga gårdar på flera norska friluftsmuseer som presenterar byggnader från medeltiden fram till 1800-talet, som på Norsk Folkemuseum i Oslo och Maihaugen i Lillehammer, liksom de bevarade byggnader som fortfarande förekommer på bondgårdar, exempelvis i Heidal.
Under 1900-talet har arkitekturen å ena sidan präglats av sin koppling till norsk socialpolitik, och av innovationer å den andra. Norska arkitekter har uppmärksammats för sina arbeten, både nationellt - där arkitektur setts som ett uttryck för välfärdspolitik - och internationellt på grund av ett flertal innovativa projekt.

## Historia
Byggandet i Norge har framförallt präglats av en kombination av två behov. Å ena sidan kraven på att skydda människor, djur och egendom från hårt väder, som kalla vintrar, vind och stormar, kraftig nederbörd i vissa områden, och å andra sidan kravet att göra det mesta av knappa resurser. Fram till modern tid var även  infrastrukturer för transporter primitiva, och man behövde till stor del förlita sig på lokalt tillgängliga material.

### Förhistorisk tid
De tidigaste spåren av mänsklig bebyggelse i Norge är daterade till cirka 9000 f.Kr, och finns i bergsregioner i nuvarande Rogaland, där arkeologer har funnit flyttbara bostäder som troligen innehades av nomadiska renjägare. Spår av liknande tält har också hittats på andra platser längs Västkusten. I Fosenstraumen nära Radøy i Hordaland tyder arkeologiska fynd på att tälten som var i bruk ungefär 6500 f.Kr. var av liknande konstruktion som de som fortfarande används av samiska nomader.
Dessa tält blev sedermera halvpermanenta genom en enkel grund. Spår av sådana har hittats runt om i skärgården i Vega kommun, ett område nu klassat som världsarv av Unesco.
De första helt permanenta bostäderna byggdes förmodligen mellan 3000 och 2000 f.Kr., samtidigt med jordbrukets etablering i Norge.[källa behövs] Tillgängliga fynd tyder på att trä var det mest använda byggnadsmaterialet för dessa byggnader. Järnålderns bostäder kombinerade vanligtvis skydd för djur och människor i samma långhus för att bevara värmen. Rester av byggnader från stenåldern, till bronsåldern och järnåldern har grävts ut i Forsand i Ryfylke, nära Stavanger och på flera andra platser. De flesta förhistoriska långhus bestod av två rader med stolpar för takstolar som delade upp interiören i tre delar, och väggar i palissader, flätverk eller torv.[källa behövs] Liknande byggnader har grävts ut i hela nordvästra Europa.[källa behövs]

### Vikingatiden och medeltiden
Två distinkta trähustraditioner har förenats i norsk arkitektur. Den ena är knuttimrade stugor med horisontella stockar sammanfogade genom hack i hörnen, en teknik som tros ha influerats från folk öster om Skandinavien. Den andra var stavbyggnadstraditionen, typisk för stavkyrkorna, och som möjligen är en utveckling av de förhistoriska långhusen som hade takbärande stolpar nedgrävda i marken. Även om det bara finns knapphändiga arkeologiska fynd av faktiska byggnader från tiden för den första permanenta bostäderna, indikerar vikingatidens skepp (exempelvis Osebergsskeppet) ett väl utvecklat kunnande i trä- och konstruktionsarbete. I Lofotens skärgård i Nordnorge har Lofotr Vikingmuseum låtit rekonstruera en vikingahövdings fäste.
Utöver de 28 återstående stavkyrkorna i Norge, finns minst 250 trähus byggda före digerdöden år 1350 bevarade i mer eller mindre intakt skick. De flesta av dessa är knuttimrade stugor, några med tillagda stavbyggda gallerier eller verandor.
När den politiska makten över Norge konstituerades uppstod behovet att försvara sig mot yttre hot vilket ledde till byggandet av större strukturer i enlighet med tidens försvarsteknik. Fästningar, broar och i slutändan kyrkor och herrgårdar, byggdes av sten och murverk. Arkitekturen i dessa byggnader följde de rådande europeiska stilarna.

#### Stavkyrkor

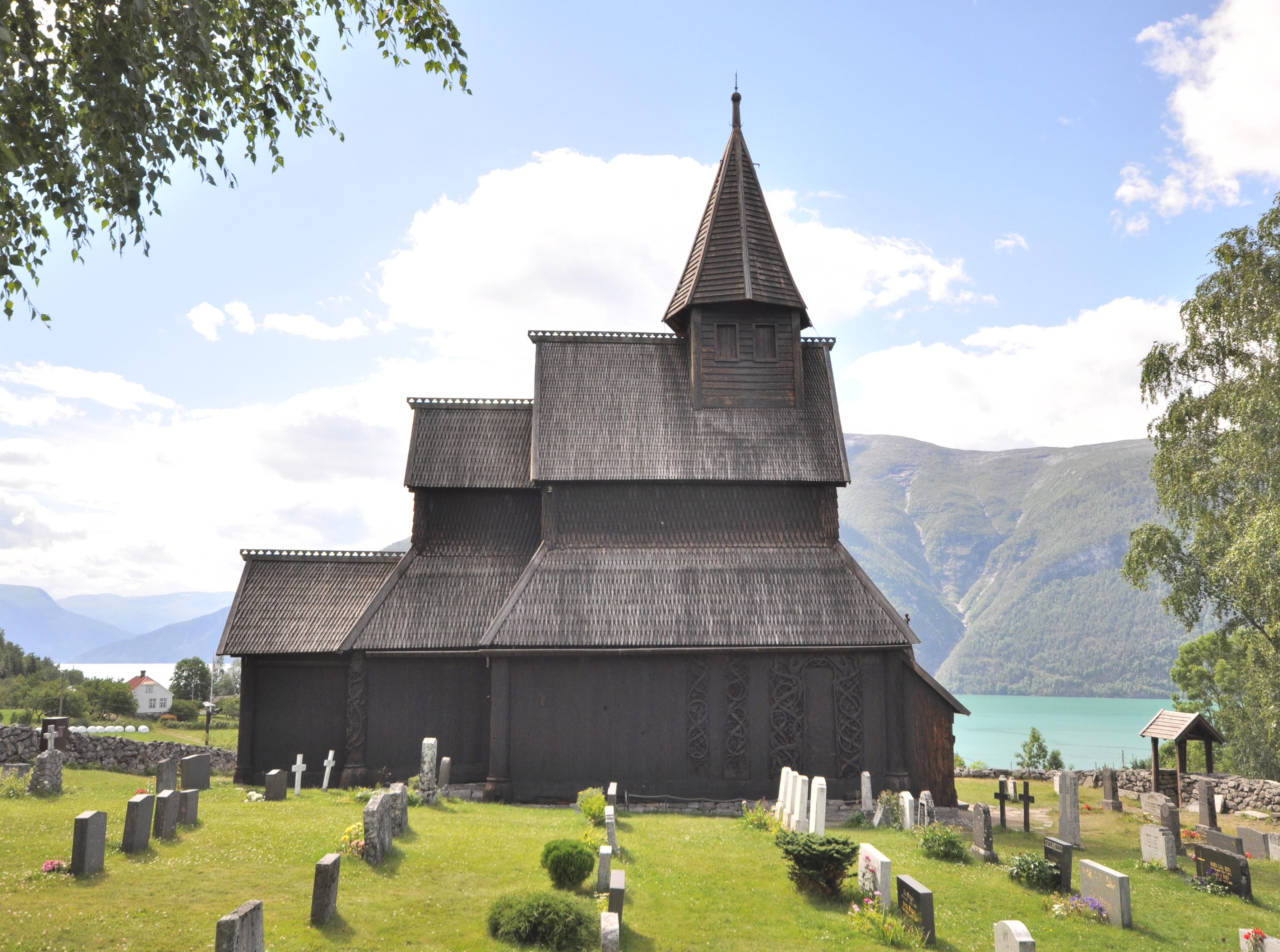
Urnes stavkyrka i Luster, Norge, listad som ett världsarv av Unesco.

Ungefär 1000 stavkyrkor byggdes i Norge under medeltiden. De flesta av dem restes under 1100- och 1200-talen, och fram till början av 1800-talet fanns fortfarande så många som 150 stavkyrkor kvar. Många förstördes under en period då den kristna kyrkan förespråkade enkelhet och rena linjer, och idag finns bara 28 kvar, men ett stort antal dokumenterades och registrerades med uppmätta ritningar innan de revs.
Att stavkyrkorna har klarat sig så länge beror på ett antal arkitektoniska innovationer som skyddat dessa stora, komplexa träkonstruktioner mot nederbörd, vind och extrema temperaturer. Viktigast är de massiva trösklar under stavarna som har hindrat dem från att ruttna. Under de två århundraden som man byggde stavkyrkor utvecklades konstruktionen av denna byggnadstyp till en avancerad konst och vetenskap. Efter reformationen byggdes inga nya stavkyrkor, utan i huvudsak sten- och knuttimrade kyrkor. De flesta stavkyrkor försvann på grund av att de försummades då de inte längre var i bruk, bland annat för att de var för små för att rymma större församlingar eller att de ansågs opraktiska utifrån senare behov.

#### Romansk arkitektur

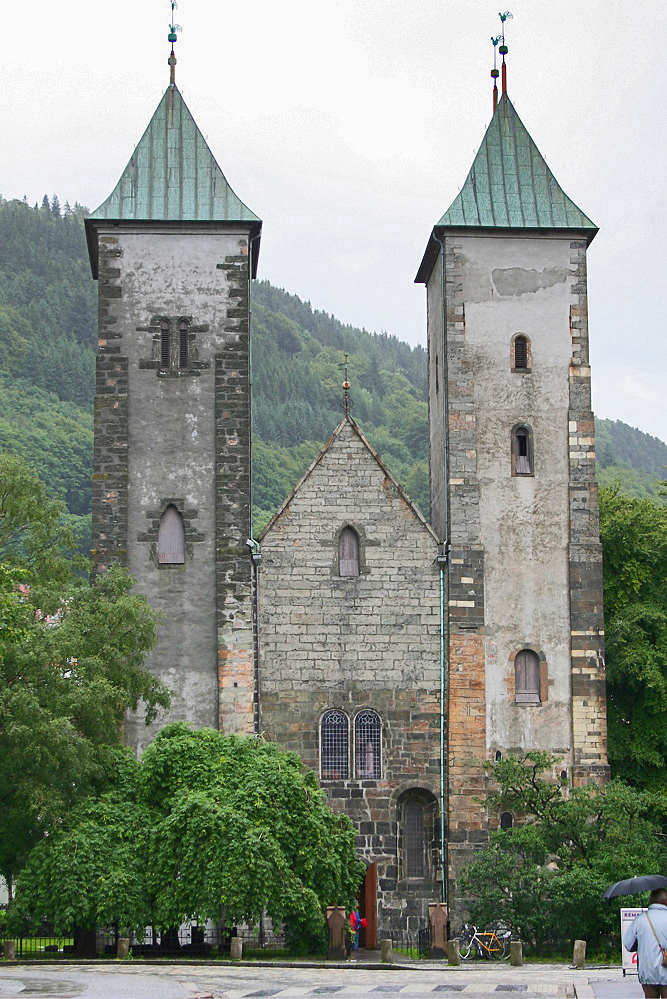
Mariakirken i Bergen, ett exempel på romansk arkitektur i Norge.

Den första stenkyrkorna i Norge var av romansk stil, och byggdes under inflytande av anglosaxiska missionärer, särskilt biskop Hadrianus IV. Senare kyrkor var mer influerade av kontinental arkitektur, som bland andra kyrkorna i Ringsaker, Kviteseid. Många av dessa kyrkor har antingen försvunnit eller byggdes om i gotisk stil, men flera exempel finns fortfarande bevarade.

#### Gotisk arkitektur
Flera kyrkor som ursprungligen uppfördes i romansk stil byggdes ut och förändrades under den gotiska perioden. Bland dessa finns domkyrkan i Hamar (nu i ruiner), Stavangers domkyrka och den berömda Nidarosdomen, en av de viktigaste pilgrimsdestinationerna i det medeltida Europa.

### Under danskt styre

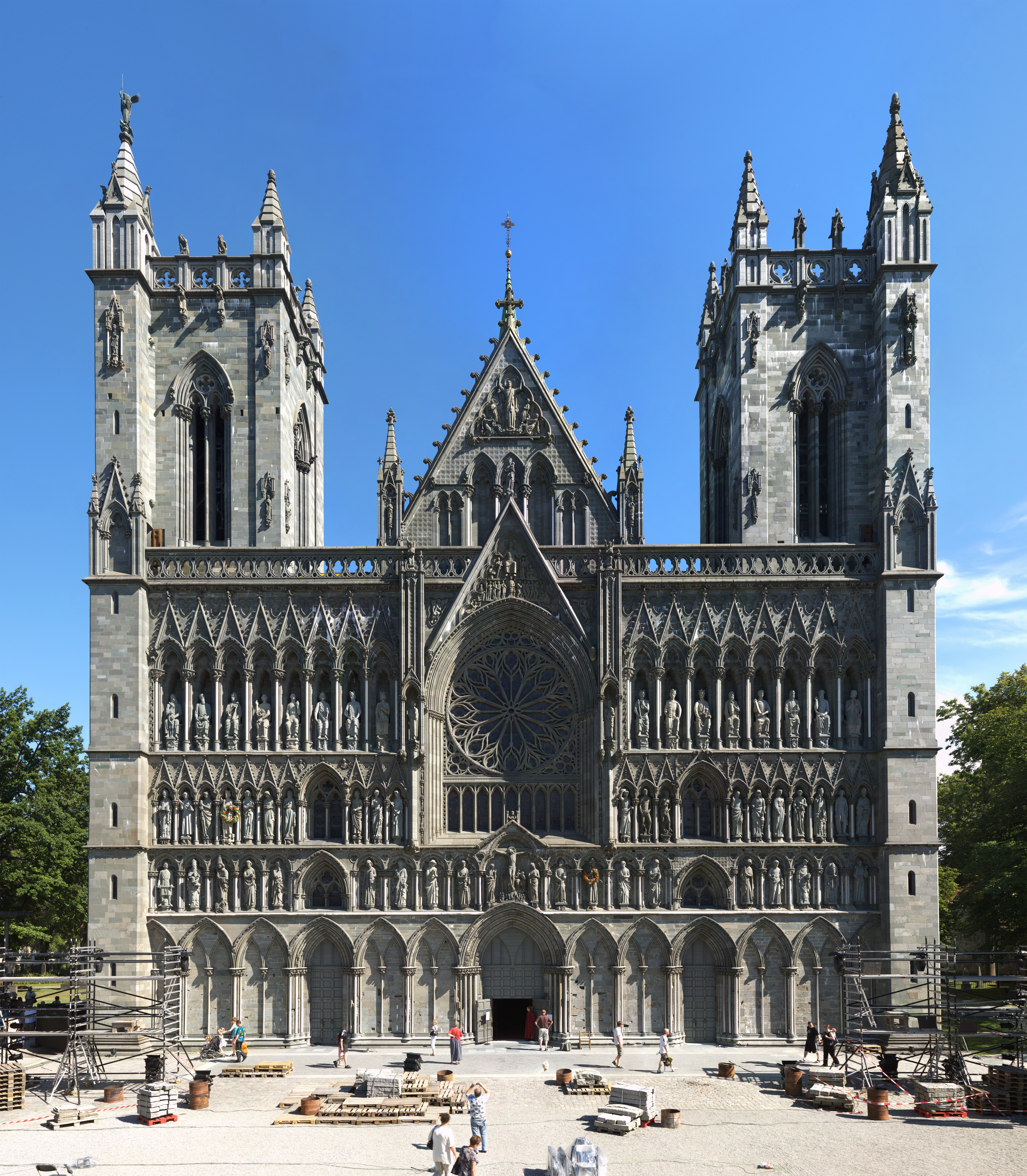
Nidarosdomens västra sida - ursprungligen en romansk kyrka ombyggd och utbyggd i gotisk stil 1183-1248.

I slutet av medeltiden var den norska staten kraftigt försvagad, vilket 1389 resulterade i en union med Danmark och Sverige, kallad Kalmarunionen. Då kungamakten var bosatta i Danmark reducerades Norges status successivt till en provins, och efter reformationen avskaffades de flesta av dess officiella institutioner. 1536 upphörde Norge att vara ett självständigt kungadöme och norskan kyrka förlorade sin autonomi. Det danska styret i Köpenhamn såg Norge som en bakåtsträvande provins vars resurser kunde utnyttjas men som inte var värd någon monumental arkitektur.[källa behövs] På grund av detta är det ovanligt med mer ambitiösa renässansbyggnader i Norge jämfört med andra Europeiska länder.[källa behövs]
Fästningar, som Akershus i Oslo, Vardøhus i Vardø, Tunsberghus i Tønsberg, Kongsgården i Trondheim och Bergenhus i Bergen, var byggda i sten i enlighet med standarderna för försvarsbefästningar under perioden. Många av dessa har moderniserats och byggts om genom åren.
Under 1500-talet byggde även Hansan kommersiella byggnader i landet, likt de träbyggnader vid Bryggen i Bergen som kombinerar tyska och norska byggnadstraditioner.

Panoramautsikt över Bryggen. De elva husen till höger återuppbyggdes efter en brand år 1702. De sex husen till vänster har återuppbyggts efter en brand 1955.

#### Renässansen
Efter Digerdöden upphörde uppförandet av monumentala byggnader, för att återupptas igen under 1600- och 1700-talen då landet lydde under dansk förvaltning. Det finns några exempel på renässansarkitektur i Norge. De mest framträdande är Bergenhus i Bergen, Baroniet Rosendal i Hardanger, Austråttborgen nära Trondheim och delar av Akershus fästning.
Den danske kungen Christian IV genomförde ett antal projekt i Norge som i stor utsträckning bygger på renässansarkitektur. Han var ansvarig för att gruvdrift  etablerades Kongsberg och Røros, nu ett världsarv. Efter en förödande brand 1624 flyttades staden Oslo till en ny plats, byggdes som en befäst stad med en ortogonal stadsplan omgiven av vallar  och döptes om till Christiania. Kung Christian grundade också handelsstaden Kristiansand, namngiven efter honom själv.

#### Barockarkitektur

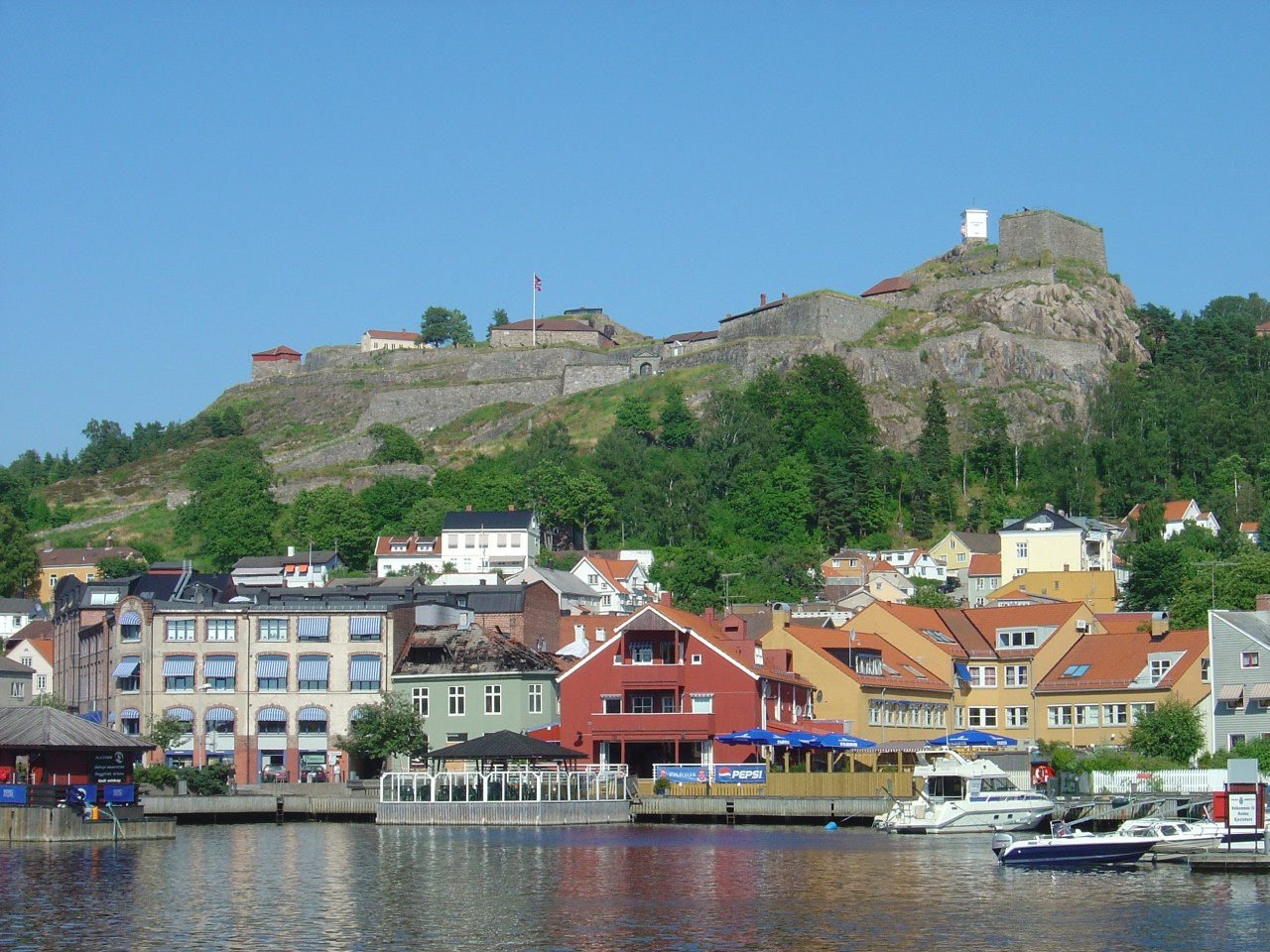
Fredrikshald / Fredriksten, en kantlinjestad som byggdes för att skydda det Dansk-norska riket.

När Norge utvecklades till att bli en strategisk del av det dansk-norska riket började danska kungar bygga befästningar längs gränserna och havskusten. Över tid blev många av befästningarna vid gränsområden och hamnar modifierade i enlighet med barockens försvarsmetoder.
Även om de flesta bostäder byggdes enligt lokala traditioner, uppvisar vissa herrgårdar (som Austråt och Rosendal) påverkan av barockarkitektur. Bara Christiania hade en byggnadskod som förbjöd trähus, där ett antal stora stadshus i kontinentala stil uppfördes. Ett antal större tegelkyrkor byggdes, och goda exempel på dessa finns i Bergen, Christiania, Røros och Kongsberg.
Stiftsgården, det vill säga det kungliga residenset i Trondheim är förmodligen den mest kända barockbyggnaden i Norge och består av ett bostadshus som är en av de största träkonstruktionerna i norra Europa.

#### Rokokons arkitektur

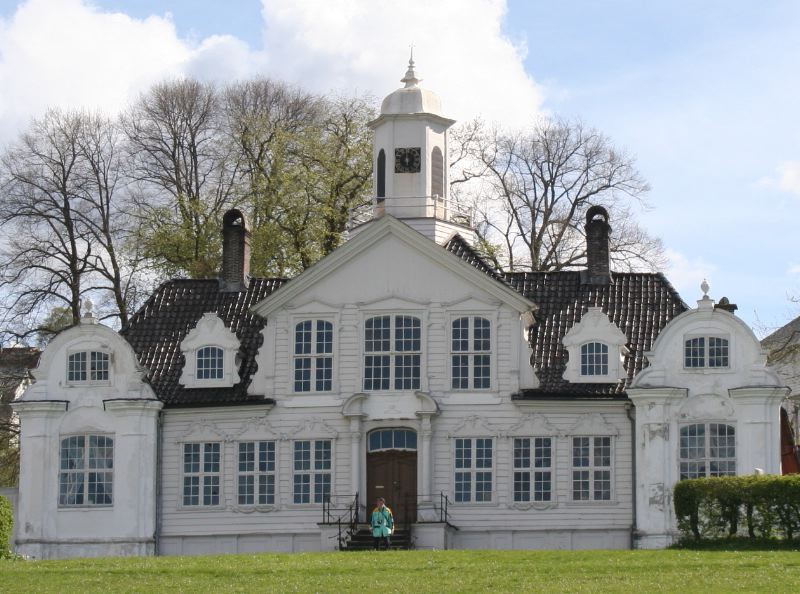
Damsgård hovedgård i Bergen är ett exempel på norsk rokokoarkitektur.

Rokoko var populärt under en kort men viktig period i Norge, och förekommer främst i den dekorativa konsten, framför allt inom inredning, möbler och lyxartiklar som bordssilver, glas och stengods. På landsbygden i vissa områden utvecklade folkkonstnärer det typiska norska dekorativa måleriet som kallas rosemåling (rosenmåleri), och en besläktad träsnideristil. I mer formell arkitektur finns ett fåtal hus i städer och herrgårdar, alla byggda i trä, influerade av rokoko, särskilt i Trondheim och Bergen, där Damsgård hovedgård i Bergen är den mest betydande.
Under 1800-talet blev det allt vanligare i städer och på landsbygden i de centrala delarna av landet att träväggar täcktes av ytterpanel, något som gjordes möjligt genom utvecklingen av sågverk. Dessa byggnader blev bättre isolerade och fick ett bättre skydd mot det hårda klimatet även om främsta orsaken till det snabba införandet av denna byggnadssed var mode, då panelväggar ansågs bättre än nakna timmerväggar som bakgrund till detaljer och ornament lånade från klassisk arkitektur.[källa behövs]

### 1800-talet
Napoleonkrigen ledde till att unionen Norge och Danmark upplöstes. Norge var 1814 återigen ett självständigt rike i den svensk-norska unionen. De två länderna hade olika officiella institutioner, med undantag för kung och utlandsbeskickningar. Den återerövrade självständigheten krävde nya offentliga byggnader, främst i huvudstaden Christiania. Under det följande århundradet upplevde landet en signifikant ekonomisk tillväxt tillika en befolkningsökning, vilket resulterade i behov av ny infrastruktur och nya byggnader.

#### Nyklassicism

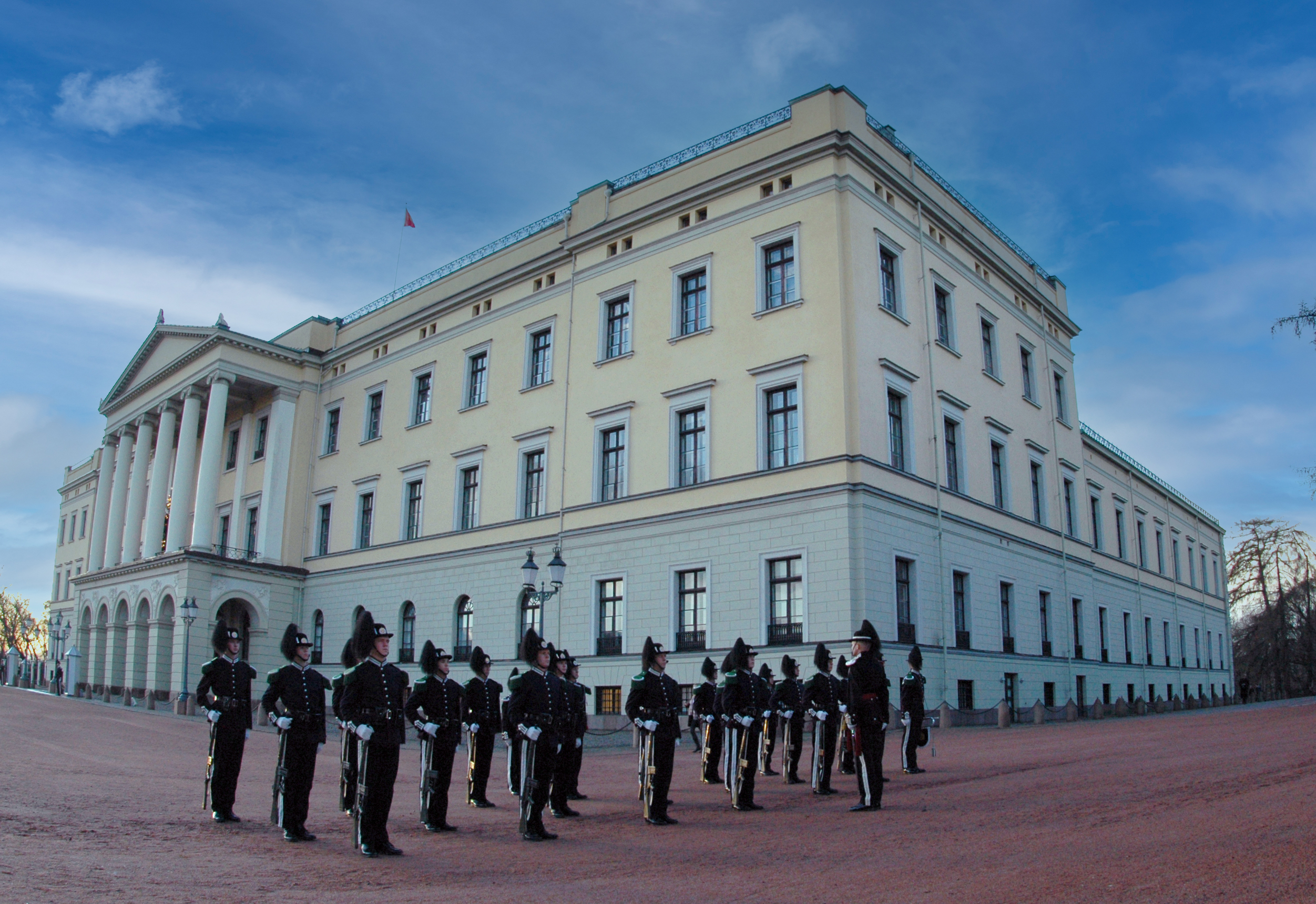
Det Kungliga Slottet i Oslo, ett exempel på nyklassicistisk arkitektur i Norge.

I början av 1800-talet var mindre än en handfull akademiskt utbildade arkitekter aktiva i Norge, och de flesta av dem var officerare som studerat till civilingenjörer.[källa behövs] Marknaden för arkitekter var begränsad i ett glest befolkat land utan huvudstad, domstol och viktiga statliga institutioner. Det var främst en liten grupp rika köpmän och jordägare som visade intresse för arkitektur, men mot slutet av århundradet ökade välståndet för denna grupp oerhört. Ett fåtal gjorde stora förmögenheter, och denna grupp försökte sedan omge sig med byggnader och trädgårdar som skulle spegla deras sociala position. De hade goda internationella kontakter och därmed bekanta med de senaste trenderna inom arkitektur, varför nyklassicism var mycket populär.
Arkitekten Carl Fredrik Stanley (1769-1805), utbildad sig i Köpenhamn, tillbringade några år i Norge omkring sekelskiftet mellan 1700- och 1800-talet. Han gjorde mindre arbeten för förmögna kunder i och runt Christiania, men hans stora bedrift var renoveringen av Oslo Katedralskole, det enda högre utbildningssätet i Christiania, vilken slutfördes under 1800-talet. Han lade till en klassisk portik framför en äldre huskropp och ett halvcirkelformat auditorium som 1814 avskiljdes för att stortinget skulle ha en tillfällig plats att samlas på, vilken bevarats och är en del av Norsk Folkemuseum som ett nationellt monument.
Christian Collett (1771-1833), som tog examen från Det Kongelige Norske Bergseminarium i Kongsberg, ritade Ulefos Hovedgaard nära Ulefoss, byggt mellan 1802 och 1807 av sågverksägaren Niels Aall. Detta är ett av få tegelhus i Norge med en palladiansk formgivning, en central kupol och en klassisk kolonnad.[källa behövs] Collett ritade flera andra herrgårdar och stadshus.
Under samma period uppfördes ett stort antal praktfulla nyklassicistiska bostadshus i och runt alla städer längs kusten, särskilt i Halden, Oslo, Drammen, Arendal, Bergen och Trondheim. Dessa var till största delen träbyggnader konstruerade för att efterlikna stenarkitektur. Jarlsbergs gods är det i särklass största privata huset i Norge. Huvudbyggnaden renoverades 1812-1814 vilket leddes av den danskfödde arkitekten Jørgen Gerhard Løser för greve Herman Wedel-Jarlsberg räkning.
Christiania som blev Norges huvudstad 1814, hade praktiskt taget inga byggnader som lämpade sig för de många nystartade statliga institutionerna. Ett ambitiöst byggprogram inleddes, men förverkligades mycket långsamt på grund av landets ansträngda ekonomi. Det första större projektet var det Kungliga slottet, ritat av Hans Linstow och byggt mellan 1824 och 1848. Linstow planerade också Karl Johans gate, avenyn som förbinder slottet och staden, med ett monumentalt torg halvvägs som skulle omgärdas av universitetet, stortinget och andra institutioner, men bara byggnaderna som tillhörde universitetet uppfördes enligt planen. Christian Heinrich Grosch, en av de första arkitekterna helt utbildad i Norge, ritade den ursprungliga byggnaden för Oslo Børs (1826-1828), Norges Banks huvudkontor (1828), Christiania Theater (1836-1837), och det första högskoleområdet för Universitetet i Oslo (1841-1856). För universitetsbyggnaderna sökte han hjälp av den berömda tyska arkitekten Karl Friedrich Schinkel.
Det tyska inflytandet levde kvar i Norge, och många träbyggnader följde nyklassicismens principer.

#### Nationalromantik och historicism

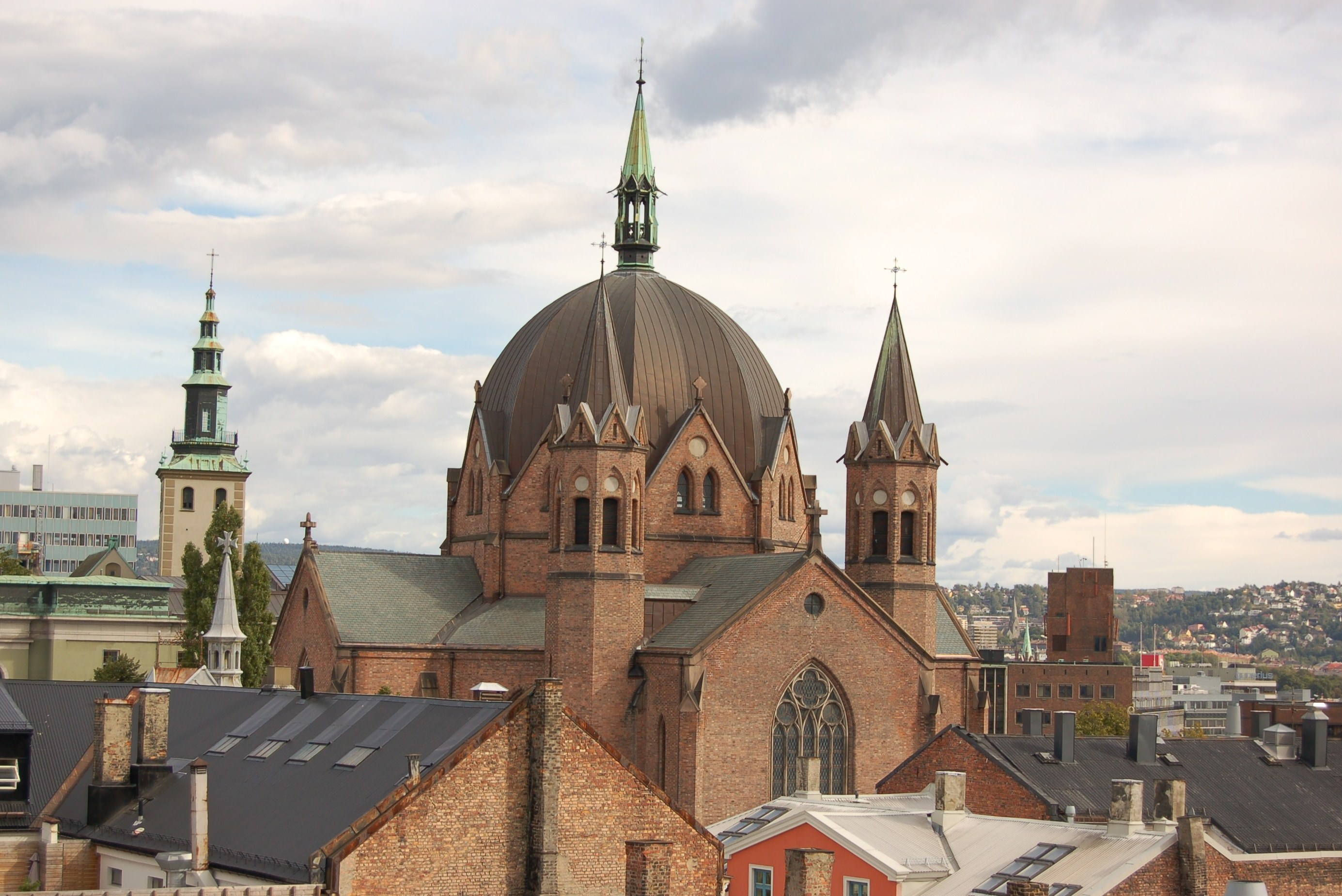
Trefoldighetskirken i Oslo.

Norsk nationalromantik hade också inflytande på arkitekturen från omkring 1840. Efter tysk förebild ritade många klassicistiska arkitekter röda tegelbyggnader för att efterlikna gamla medeltida byggnader. Romanska och gotiska byggnader ansågs lämpliga för kyrkor, offentliga institutioner och fabriker. Linstow var den första norska arkitekten som lät sig inspireras av medeltida arkitektur då han 1837 för ett torg, föreslog att det skulle omges av offentliga byggnader, och genomskäras av en aveny mellan Christiania och det nya Kungliga slottet. På torgets norra sida planerades universitetsbyggnader som skulle vara "byggda i medeltida eller florentinsk stil", med tegelväggar. Hans klassicistiska kollega Grosch var den första att konvertera till historicismen och ritade ett antal röda tegelbyggnader efter ett besök i Berlin 1838, där han träffade den berömda arkitekten Karl Friedrich Schinkel. Groschs första stora historicistiska arbete var de nyromanska Basarene (basarerna) med intilliggande brandstation, nära Oslo domkyrka, påbörjade 1840 och utvidgade i flera etapper fram till 1859. Andra arkitekter följde, bland andra Heinrich Ernst Schirmer med Botsfengselet (fängelset i Oslo) (1844–1851), Gaustad sykehus (1844-1855) och Østbanestasjonen (1854, tillsammans med Wilhelm von Hanno). Också i Oslo utformade den tyska arkitekten Alexis de Châteauneuf (1799–1853) Trefoldighetskirken, den första nygotiska kyrkan, färdigställd av von Hanno 1858.
De flesta villor och städernas flerbostadshus fortsatte att byggas efter klassisk tradition med putsade tegelväggar. Utbudet av historiska stilar utökades i Homansbyen, Oslos första bostadsområde med fristående villor, planerad av Georg Andreas Bull. Han ritade de flesta av de tidiga villorna byggda mellan 1858 och 1862 i en mängd olika stilar, allt från medeltida till klassicistiska och exotiska.

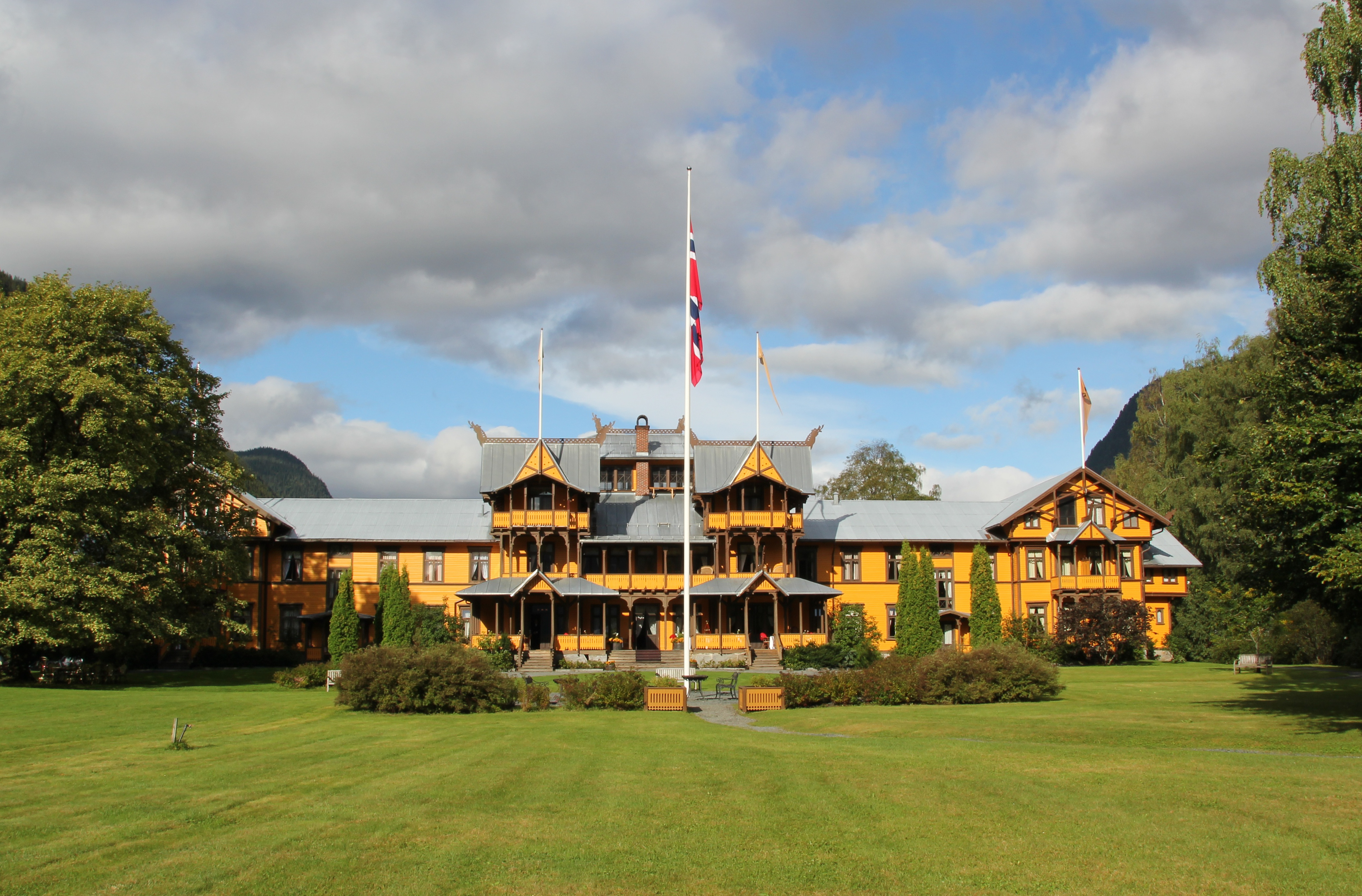
Dalen Hotel är ett bra exempel på så kallad "drakstil".

Omkring 1840 började arkitekter rita träbyggnader i en ny stil, den så kallade schweizerstilen. Stilen och dess namn har sitt ursprung i Tyskland, där den schweiziska populärkulturen uppskattades av nationalromantikerna. Formelement som utskjutande tak, verandor och betonade gavlar var inspirerade från fjällstugor. Ett antal bostadshus, institutioner och kommersiella byggnader ritades i denna stil som kännetecknas av utsmyckade utskjutande detaljer. 
Schweizerstilen utvecklades till en skandinavisk variant, känd i Norge som "drakstil", som kombinerade motiv från vikingatid och medeltid med folkliga inslag från senare datum. De mest kända utövarna av denna stil var arkitekten Holm Munthe, som ritad ett antal turistorter, utställningspaviljonger och kyrkor under 1880- och 1890-talet. Dessa uppmärksammades av den tyske kejsaren Wilhelm II, som årligen besökte Norge. Han betalade Munthe för att formge sin "Matrosenstation Kongsnæs" nära Potsdam och en jaktstuga med en "stavkyrka" i Rominten i Ostpreussen. De båda senare förstördes under Andra världskriget.
Nationalromantiska järnvägsstationer, kyrkor och villor i drakstil ritades av utbildade arkitekter och placerades runt om på landsbygden vilket vilket gjorde dem populär i bredare lager. Denna popularitet gjorde att stilen hölls vid liv inom folkliga byggnadstraditioner långt efter att stilen blivit omodern bland arkitekter, vilket skedde kring sekelskiftet 1900.

### Folklig arkitektur

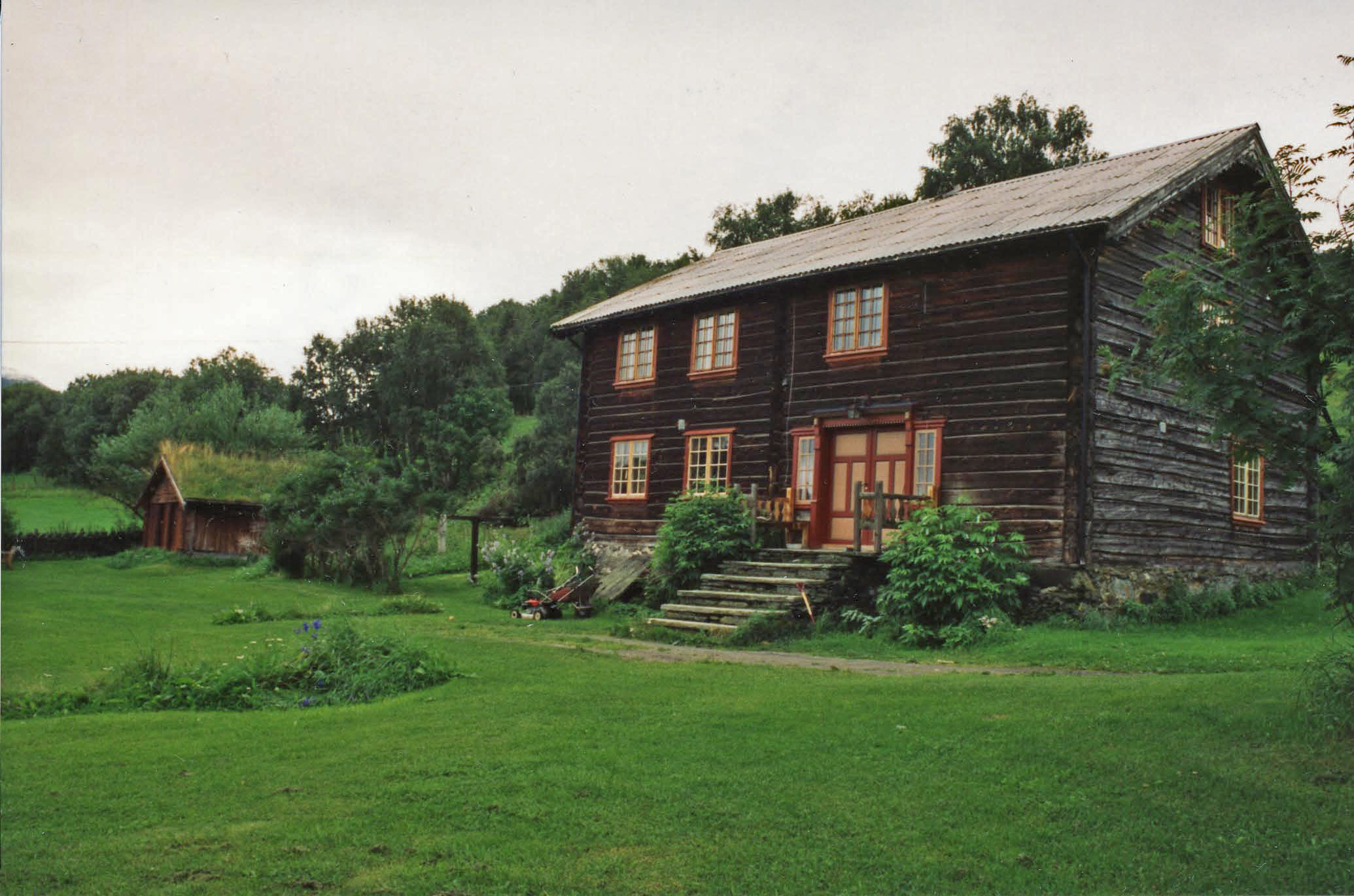
Trønderlåne - exempel på folklig arkitektur som normalt återfinns i Tröndelag

Fram till 1900-talet bodde och arbetade flertalet norrmän i byggnader konstruerade och byggda utifrån lokala byggnadstraditioner, som på norska kallas byggeskikk. Dessa metoder varierade något utifrån region- och klimatförhållanden och utvecklades över tid, men var till stor del baserade på trä och andra lokalt tillgängliga material.
Sedan medeltiden var flertalet bostäder knuttimrade stugor, noggrant utformade för att skydda mot väder och vind. Under tidigmodern tid gav centralt placerade öppna spisar med rököppning i taket vika för stenkaminer och skorstenar. Specialiserade byggnader blev legio, organiserade runt gården, eller gårdstun. Bruket av ytterpanel under 1700-talet förbättrade boendestandarden betydligt och resulterade i större hus.[källa behövs]
En typisk medelstor gård i norska inlandet innehöll ett boningshus (våningshus), höladan (låve), boskapslada (fjøs), en eller flera magasin (stabbur), ett stall, och ibland ett separat hus för höns, grisar etc. Hus med egna värmekällor, som tvätthus (eldhus) och smedjor placerades oftast en bit bort från de andra husen för att förebygga bränder. Uthus var oftast separata mindre byggnader. I gårdar med hantverkare fanns även specifika byggnader för snickeri, tunnbindare, skomakerier, etc. Längs kusten fanns även sjöbodar, fiskestugor, bryggor etc, och byggnader för djur och människor placerade ända fram till strandlinjen.
I Østlandet och Trøndelag var husen runt en gårdstun ofta organiserade i en kvadrat (firkanttun) och i Gudbrandsdal särskiljde man mellan inntun (inre tun) och uttun (yttre tun).[källa behövs] Husens inbördes ordning och utformning berodde också på om gården var belägen i bergig eller flack terräng.
Beroende på gårdens storlek och ekonomiska status kunde det även finnas en festhall (oppstue), hus för pensionerade bönder (føderådstue), drängsovsal (drengstue), vagnhus (vognskjul), och ett hus för sprittillverkning (brenneskur). Mindre, fattigare gårdar kunde ha kombinerade ladugårdar och bostadshus, ha enklare magasin och använda andra gårdars faciliteter.
Byggnadstraditionerna varierade beroende på region och typ av byggnad. Magasin - stabbur - var oftast placerade på styltor som gjorde det svårt för möss och råttor, men inte katter, att ta sig in. Fasadbeklädnaden varierade, ofta för att ta hänsyn till lokala klimatförhållanden, och taken var ofta täckt med björkbark eller gräs.
På många platser i Norges hade gårdarna fäbodar (seter/støl), ofta i bergsområden, där kor, getter och får skulle gå ut på bete under sommarmånaderna. Fäbodar bestod ofta av ett litet boningshus och ett mejeri för att göra och lagra ost, fil, etc.
Moderna norska gårdar håller ofta på byggnadstraditionerna, men behöver inte längre ha de många och varierande byggnaderna som de forna gårdarna krävde. Dock lever många av dessa traditioner vidare i mer samtida fritidshus i bergen och längs kusten.

### 1900-talet
Det tyska inflytandet som introducerats i Norge genom nyklassicismen avtog när landet blev helt självständigt genom unionsupplösningen 1905. En ny generation av norska arkitekter utbildade i Sverige tog sig an att skapa en distinkt nationell arkitektur. De strävade att bryta den tyska historicistiska traditionen, även om tysk modernism och stadsplanering kom att påverka tidig 1900-talsarkitektur. Grundandet av Norges Tekniska Högskola år 1910 och deras arkitekturutbildning i Trondheim, var också en förutsättning för den norska arkitekturtradition som växte fram.

#### Jugend

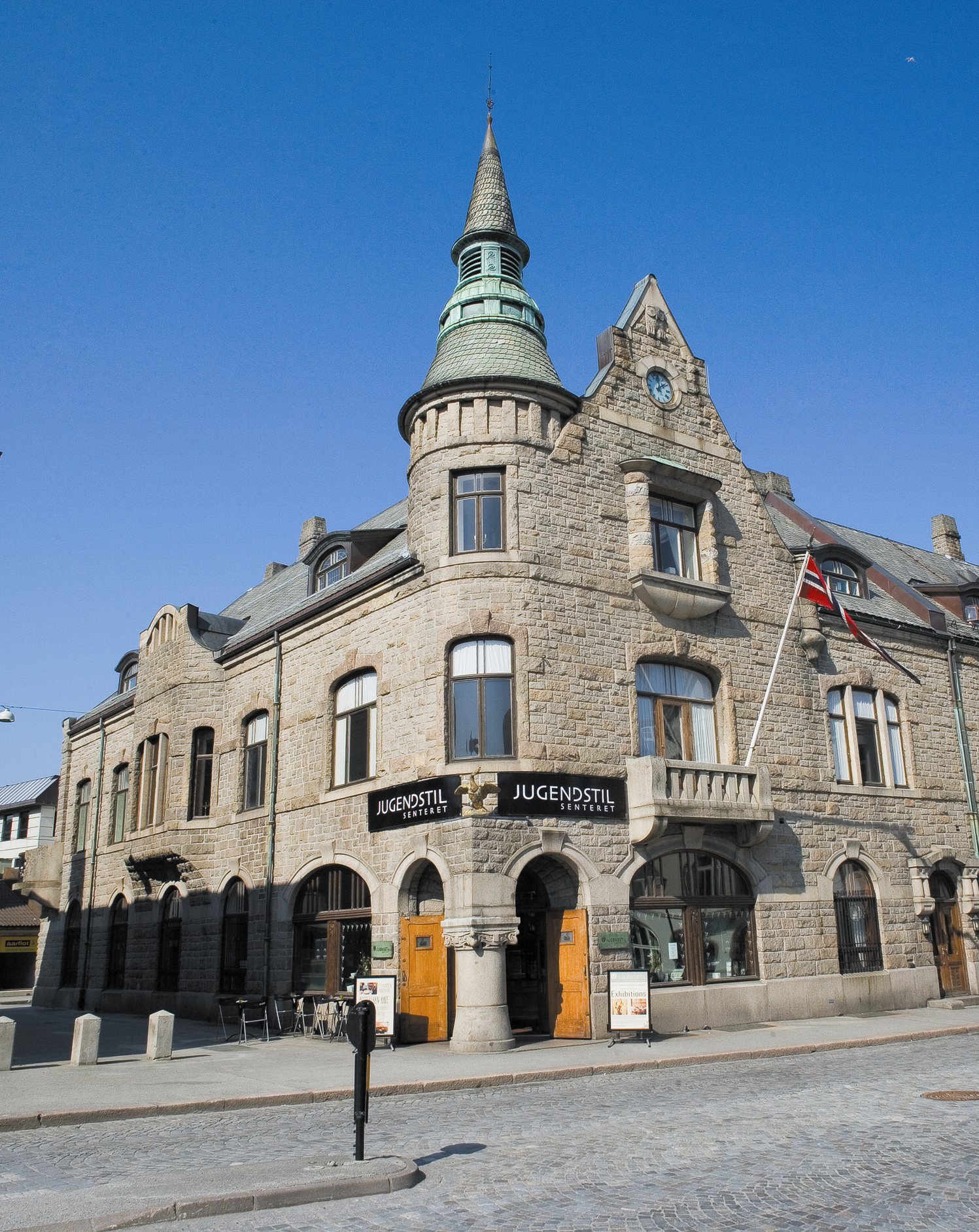
Jugendstilsenteret - Jugendstilscentrumet i Ålesund

Jugendstilen hade visst inflytande på en hel del byggnader i Norge som ritades kring sekelskiftet 1900. Staden Ålesund återbyggdes nästan helt i denna stil efter att ha brunnit ned 1904, och är idag tillsammans med Riga och Bryssel ett av de mest framstående exemplen på jugendstilen. Trondheim har också ett stort antal byggnader i jugendstil medan det i Oslo bara finns ett fåtal byggnader i art nouveau. Detta beror på att huvudstaden led av dålig ekonomi och det byggdes få ny hus under århundradets första decennium. Dock finns det ett antal offentliga byggnader  byggdes i denna stil, som Historisk museum och gamla regeringsbyggnaden. I Bergen är teatern Den Nationale Scene ett gott exempel.

#### Bostadsbygge för massorna
Den demografiska utvecklingen parad med ökad social medvetenhet ledde till ett större politiskt och arkitektoniskt intresse att, för den växande urbana befolkningen i allmänhet, och arbetarklassen i synnerhet, skapa kostnadseffektiva, hälsosamma och praktiska bostäder. Detta blev känt som boligsaken ("bostadssaken") i norsk populärkultur och spelar fortfarande roll i dag.
Arkitektur blev ett verktyg för, och en manifestation av socialpolitiken, med arkitekter och politiker som bestämde vilka funktioner som var nödvändiga för bostadsprojektens tänkta invånarna. Fortfarande på 1920-talet förekom uppfattningen att arbetarklassfamiljen inte behövde badkar,[källa behövs] och små lägenheter och hus bestod bara av ett litet kök och ett eller två rum.
Före andra världskriget, resulterade ett antal kooperativa investeringsprojekt - den så kallade egnahemsrörelsen, som i Norge kallades "egne hjem" - i en handfull byggprojekt. Detta banade väg för andra former av kooperativa organisationer som allmännyttiga bostadsföretag och bostadsrättsföreningar som bildades efter kriget för att finansiera och bygga storskaliga bostadsområden. Det största - Oslo Bolig og Sparelag, känd som OBOS - byggde sitt första bostadsområde, Etterstad i Oslo, men det fanns liknande initiativ över hela landet. Dessa kooperationer satte en ny byggstandard för bostäder när de anlitade arkitekter som utformade lösningar och kontrakterade för att få dem byggda. Hela sektioner, så kallade drabantbyer - eller "satellitstäder" - byggdes i utkanten av större städer. Den första av dessa - Lambertseter - var vid den här tiden något helt nytt i de östra delarna av Oslo, men liknande områden dök också upp i Bergen, Trondheim och andra städer. Höjdpunkten för denna byggform inträffade 1966 i och med bygget av de massiva byggnaderna i Ammerudlia.
Denna era - som hade uttömt det mesta av sin kraft kring mitten av 1970-talet - ledde till ökad medvetenhet om stadsbors fysiska och känslomässiga behov.[källa behövs] Några frågor som debatterades vid den här tiden var:[källa behövs]
- Kök - traditionella norska hem hade kombinerade vardagsrum och kök, men i tidiga lägenheter var små, så kallade "laboratoriekök" populära. Över tid ersattes dessa av större kök.
- Dagsljus - stora bostadshus riktades för att ge solljus till de boende, helst med köket riktat åt öst vilket gav morgonljus, och vardagsrummet åt väster för kvällsljus.
- Avskildhet - behovet av separata sovutrymmen för föräldrar och barn, och mellan barnen, ledde över tid till större lägenheter. På samma sätt hade de flesta byggnader ett begränsat antal lägenheter i varje trappuppgång.
- Ensamhet - monolitiska, homogena lägenhetskomplex skapade otrevnad och isolering.

De upplevda bristerna med allmännyttans och bostadsrättsföreningarna storskalig bostadsprojekt ledde till försök att skapa kostnadseffektiva bostadslösningar som var mer varierade, mer integrerade med miljön och framför allt mer anpassade till familjebehoven. 1973 röstade stortinget igenom en politik för att mindre bostäder, snarare än stora flerfamiljshus skulle byggas. Den statliga Husbanken, som var en sorts stadshypotekskassa gav medborgare möjlighet att finansiera byggandet av egna hem, och en hel byggbransch grundades för att möta dessa behov.[källa behövs]
Som ett resultat av lobbyverksamhet från byggnadsentreprenörer som Olav Selvaag och andra, avskaffades ålderdomliga lagar, och regelverken förenklades vilket ledde till bättre möjligheter för fler att bygga bostäder anpassade för individuella behov och önskemål.[källa behövs] I Norge är det vanligt att man renoverar själv, och det är inte ovanligt att bygga sitt eget hem.[källa behövs]

#### Funktionalismen

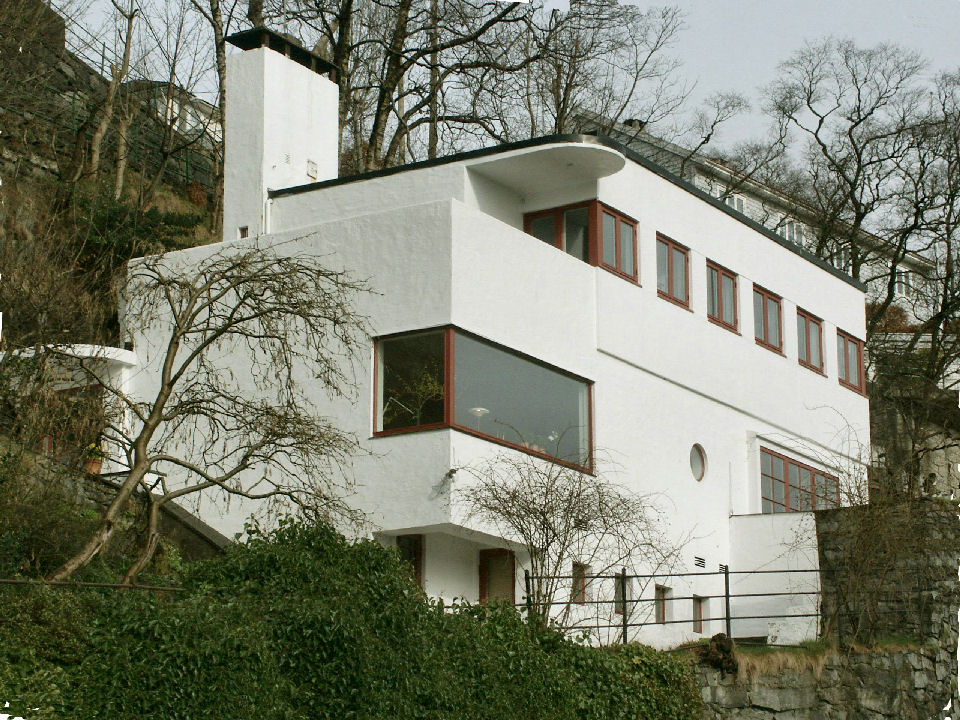
Villa Eide i Bergen, ett exempel på funktionalistisk arkitektur.

I slutet av 1920-talet började arkitekter i Skandinavien att anamma modernismen - en stil som i Skandinavien kom att heta funktionalismen, eller "funkis" som det vardagligt kallas både på svenska och norska. Modernismen hade framförallt anhängare bland yngre arkitekter, särskilt i Norge. Dess definitiva genombrott var Stockholmsutställningen 1930, varefter de flesta arkitekter i Skandinavien konverterade till den moderna rörelsen. Ingen annanstans blev modernismen så tongivande inom arkitektur. Det behöll sin dominerande ställning fram till cirka 1940.
Ett antal nationella landmärken, särskilt i Oslo, är ritade i funktionalistisk stil, där den första var Skansen-restaurangen (1925–1927) av Lars Backer, riven 1970. Backer utformade också restaurangen på Ekeberg, öppnad 1929. Konstgalleriet Kunstnerernes Hus av Gudolf Blakstad och Herman Munthe-Kaas (1930) visar fortfarande spår av den tidigare klassicistiska trenden. Hvalstrands bad (1934) är en av flera offentliga norska havsbadsanläggningar ritade av André Peters. Ett år tidigare ritades Ingierstrandsbadet av Ole Lind Schistad (1891–1979) och Eivind Moestue(1893–1977). Andra stora namn inom norsk funktionalistisk arkitektur är Ove Bang, Fridtjof Reppen, Nicolai Beer (1885–1950) och Per Grieg (1897–1962).

#### Återuppbyggnad
Efter andra världskriget, på grund av de retirerande Wehrmachtstruppernas brända jordens taktik behövde stora områden i Nordnorge återuppbyggas. 1945 fanns ett stort behov av nya bostäder. En arkitekttävling resulterade i ett flertal enkla, kostnadseffektiva och snabbmonterade bostäder, som var spartanska och bröt med byggnormer, men fyllde ett stort behov. Gjenreisningsmuseet for Finnmark og Nord-Troms i Hammerfest är ett museum över återuppbyggnaden.

#### Statligt betald arkitektur

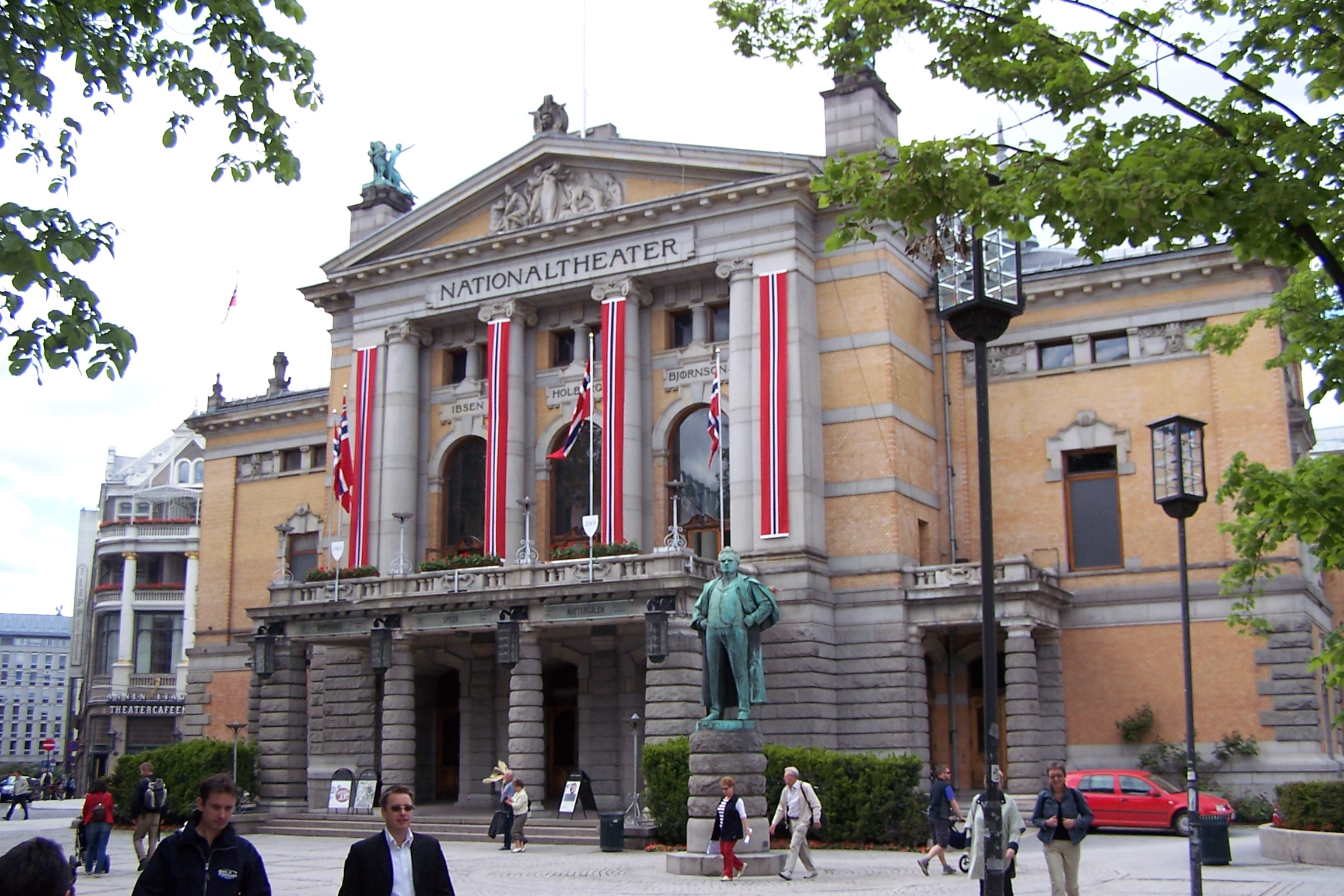
Nationaltheatret i Oslo.

I och med att Norge blev helt självständigt 1905, bestämde regeringen att etablera institutioner som överensstämde med den nybildade statens ambitioner om ett modernt samhället. Den första statsministern prioriterade att modernisera Kungliga slottet i Oslo, vilket bland annat innebar att några av landets första vattenklosetter installerades, likaså varmt och kallt vatten, och han beviljade kungafamiljens önskan att tillhandahålla en vanlig lägenhet för kungen, drottningen och deras son.
Under de första åren var statliga projekt begränsade till byggnader som behövdes för statens egna administrativa behov, men med tiden projekterades, ritades och byggdes ett stort antal storskaliga projekt för att möta behov som:
- Vård och omsorg, inklusive:
  - Sjukhuskomplex och polikliniska verksamheter, som Rikshospitalet, Haukeland universitetssjukhus, Gaustad Sjukhus,[31] etc.
  - Barnhem, som senare övergavs till förmån för andra lösningar som i sin tur behövde sin egen arkitektur.
  - Sanatorier, som också övergavs när folkhälsoproblem som tuberkulos löstes[32]
  - Tillfälliga och provisoriska bostäder för fattiga, asylsökande och hemlösa.
- Sport och rekreation. Socialpolitiken i Norge, både nationellt och regionalt, har betonat sambandet mellan idrott på folk- och elitnivåer, och idrottshallar har vanligtvis byggts både för åskådare, deltagare och träning. Som exempel kan nämnas Holmenkollbacken som byggts om i flera omgångar, Bislett stadion renoverades 2004-2005, och så gott som varje kommun har byggt åretruntanläggningar.[33]
- Kulturinstitutioner. Några av de mest ambitiösa och kontroversiella byggnaderna har varit de som är ämnade för scenkonst, konst och olika kombinationer av sådana kulturaktiviteter. Eftersom många av dessa har byggts i städer med ett arkitektonisk arv, har dessa byggnader sökt - mer eller mindre framgångsrikt - att komplettera det urbana landskapet genom att ge det ett modernt tillägg. Exempel är Henie-Onstad kunstsenter av Jon Eikvar och Sven Erik Engebretsen, Chateau Neuf av arkitektbyrå Lund & Slaatto, ladan på Hedmarkmuseet av Sverre Fehn och Grieghallen av Knud Munk.
- Kyrkor. Den norska statskyrkan, som förvaltar arvet av nästan tusen år av norsk kyrkoarkitektur, gav uppdraget att skapa nya kyrkor som representerade många olika arkitektoniska stilar, bland annat helt ny arkitektur, som Ishavskatedralen av Jan Inge Hovig, och nya varianter av traditionella stilar, som  Veldre kyrka, ritad av Ryta Jacobsen och Ulf Zettersten.[34][35]
- Infrastruktur, inklusive broar, tunnlar, och framför allt järnvägsstationer, båtterminaler och flygplatser. Oslo flygplats Gardermoen var Norges största byggprojekt någonsin.[36][37]

Den arkitektoniska utformningen av dessa projekt återspeglade inte bara den samtida stilen, utan även samhällsdebatten kring funktionen de var avsedda att tjäna. Nationalistiska ambitioner gav tidigt vika för en stram form som byggde på funktionalismen, och senare på formgivning som betonar mänskliga och ekologiska behov.[källa behövs] I stor utsträckning har norska arkitekter haft möjlighet att utveckla sina signaturstilar genom dessa projekt, och därigenom också en särskild norsk arkitektur.[källa behövs]
Många av projekten har varit kontroversiella, och de kreativa spänningarna har antagligen gagnat den arkitektoniska konsten i Norge. Nationella och regionala myndigheter och statliga institutioner kommer att fortsätta vara bland de största kunderna vad gäller arkitektur under de kommande åren.[källa behövs]

## Samtida teman

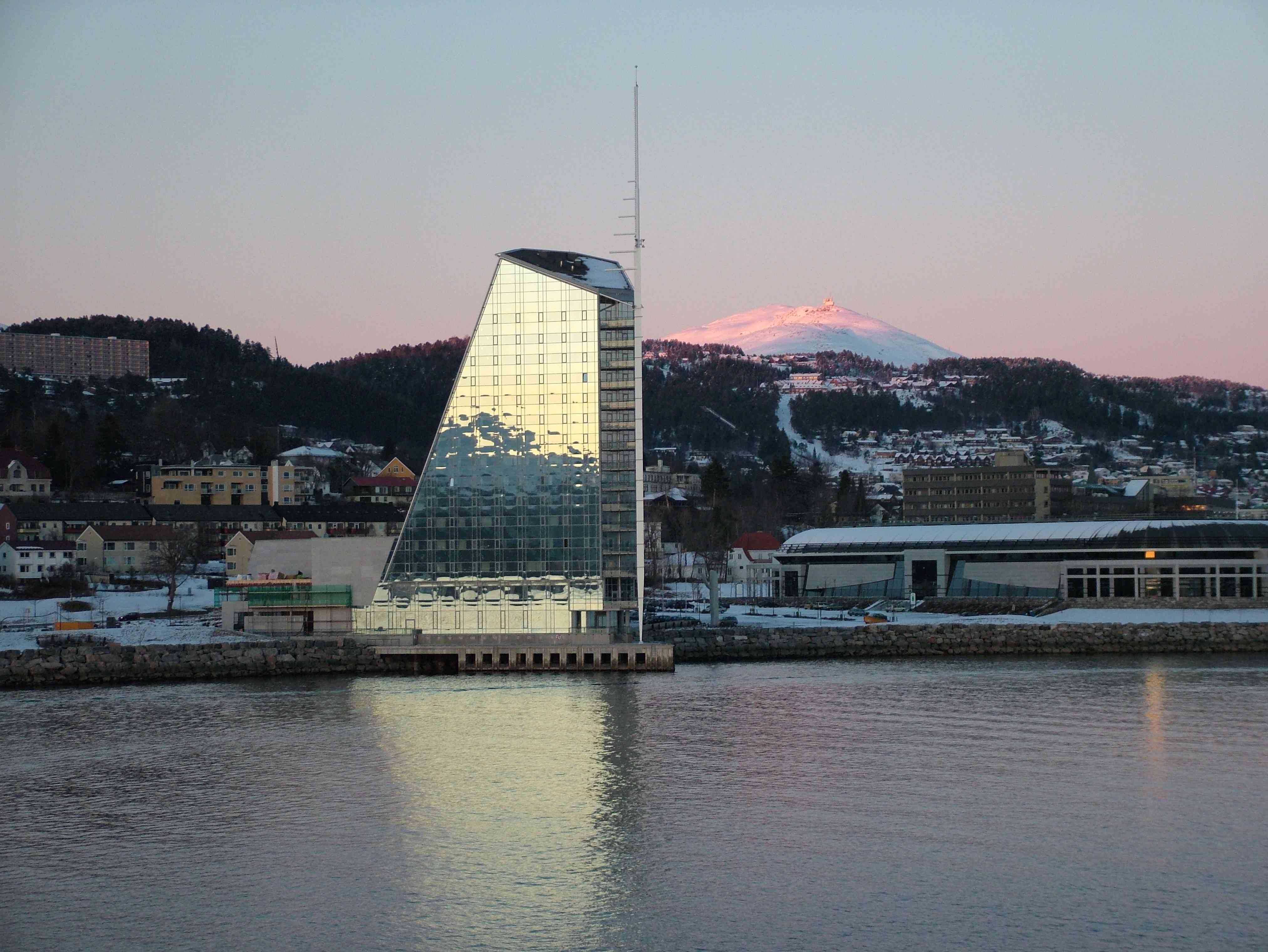
Hotellet Scandic Seilet i Molde.

Ett antal trender påverkar samtidsarkitekturen i Norge, bland dem:
- Växande offentligt och privat välstånd. Byggnader ska fylla flera ändamål och förväntas uppfylla allt mer komplicerade krav. Som Operahuset i Oslo ritat av Snøhetta som inte bara återspeglar en ambition att bygga ett kulturellt centrum, utan även skapa en arkitektonisk ikon för Oslofjorden.
- Estetik som en välbefinnandefaktor. Från den tidiga strikta principen att form följer funktion, finns en allt större förståelse för att estetik påverkar fysisk och psykisk hälsa hos de som använder byggnader och konstruktioner. Norska hälsolagar har under flera decennier betonat vikten av tillgång till dagsljus och frisk luft, och eventuellt kan de hårda klimatförhållanden utgöra en extra drivkraft att skapa upplyftande estetik.

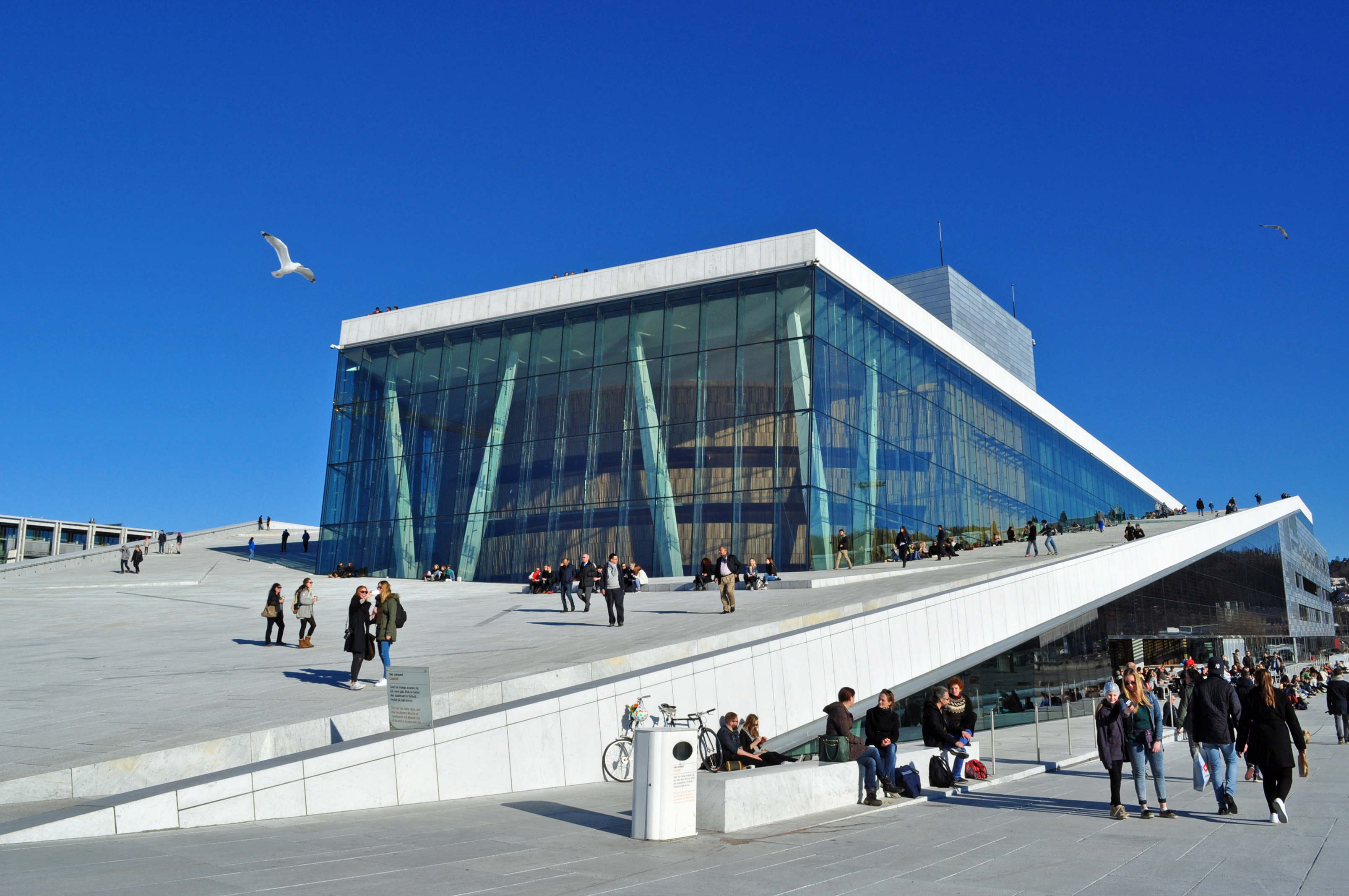
Operahuset i Oslo av arkitektkontoret Snøhetta som gjort sig kända internationellt för sin spektakulära arkitektur.

- Miljöhänsyn. Förutom frågor om luft- och vattenföroreningar, har norsk arkitektur även betonat vikten av integration med naturlandskapet. Arkitekter har också arbetat tillsammans med ingenjörer för att få ut det mesta av knappa resurser, till exempel energi, vatten etc.
- Demografisk mångfald. Norges demografi har genomgått betydande förändringar de senaste decennierna, vilket resulterat i nya religiösa byggnader.
- Norska byggnadstraditioner. Även om det nog är överdrivet att tala om en renässans för traditionell norsk arkitektur, mer och mer stadsplanering påverkas av behovet att bevara eller återställa dessa traditioner. Goda exempel på detta är planerna på att förnya Oppdals centrum och den senaste tidens arbete i Oslos stadsdel Grünerløkka.

Ett antal arkitektoniska priser delas ut i Norge, inklusive Houens fonds diplom, Treprisen, Statens byggeskikkpris, Sundts premie, Betongelementprisen, Betongtavlen, Glassprisen, Murverksprisen, Stenprisen, och Stålkonstruksjonsprisen.